# 大马塔
大马塔是巴西阿拉戈斯州的一个市镇。总面积908.26平方公里，总人口25309人，人口密度27.9人/平方公里。